# Беме (Эна)
Беме́ (фр. Besmé) — коммуна во Франции, находится в регионе Пикардия. Департамент коммуны — Эна. Входит в состав кантона Вик-сюр-Эн. Округ коммуны — Лан.
Код INSEE коммуны — 02078.

## Население
Население коммуны на 2010 год составляло 164 человека.
| 1962 | 1968 | 1975 | 1982 | 1990 | 1999 | 2010 |
| ---- | ---- | ---- | ---- | ---- | ---- | ---- |
| 152  | 132  | 122  | 131  | 136  | 133  | 164  |

## Экономика
В 2010 году среди 106 человек трудоспособного возраста (15—64 лет) 76 были экономически активными, 30 — неактивными (показатель активности — 71,7 %, в 1999 году было 69,6 %). Из 76 активных жителей работали 67 человек (42 мужчины и 25 женщин), безработных было 9 (2 мужчин и 7 женщин). Среди 30 неактивных 8 человек были учениками или студентами, 6 — пенсионерами, 16 были неактивными по другим причинам.